# Dokumentationszentrum der Deportation von Oberschlesiern in die UdSSR 1945

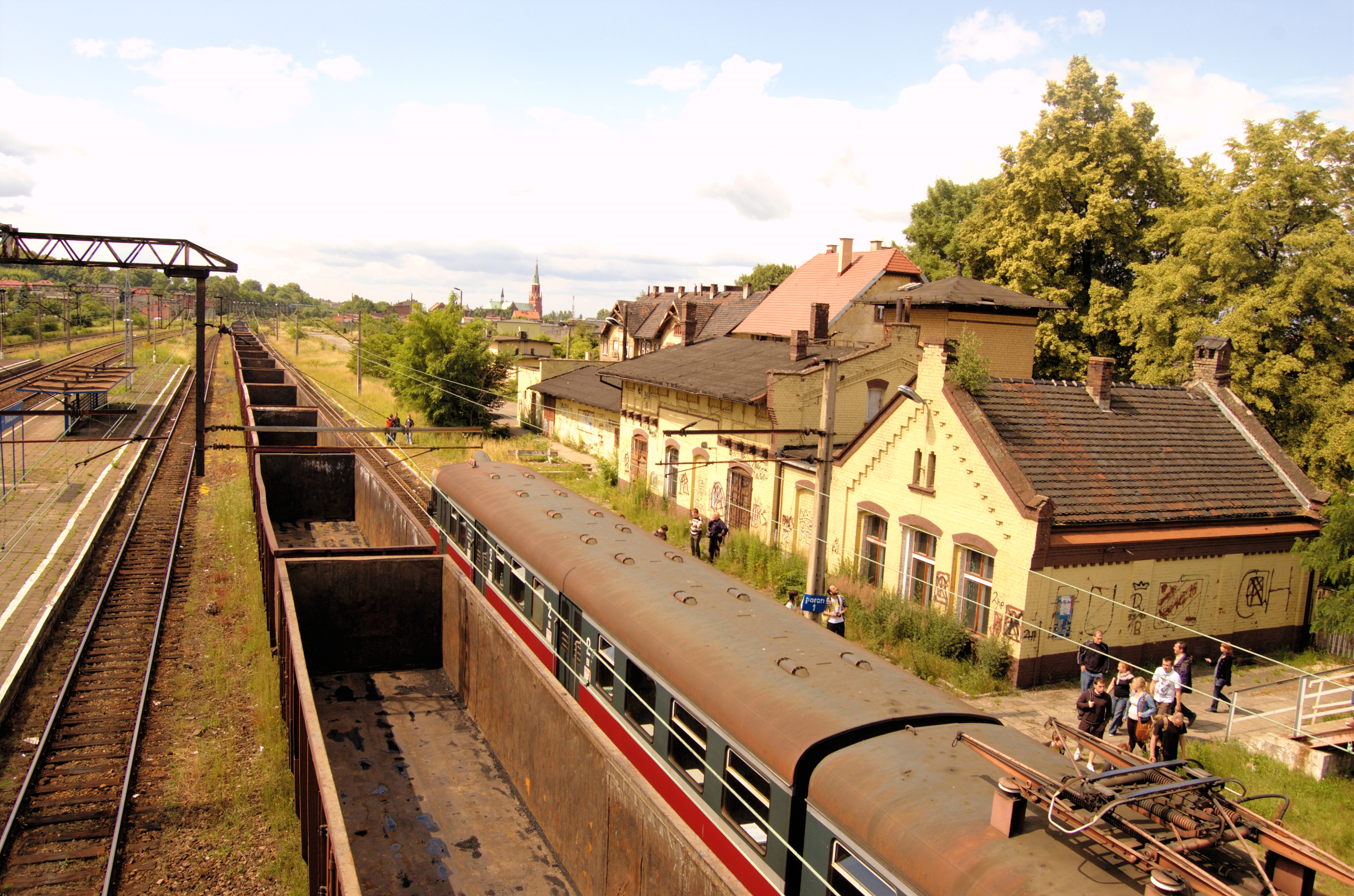
Das Bahnhofsgebäude

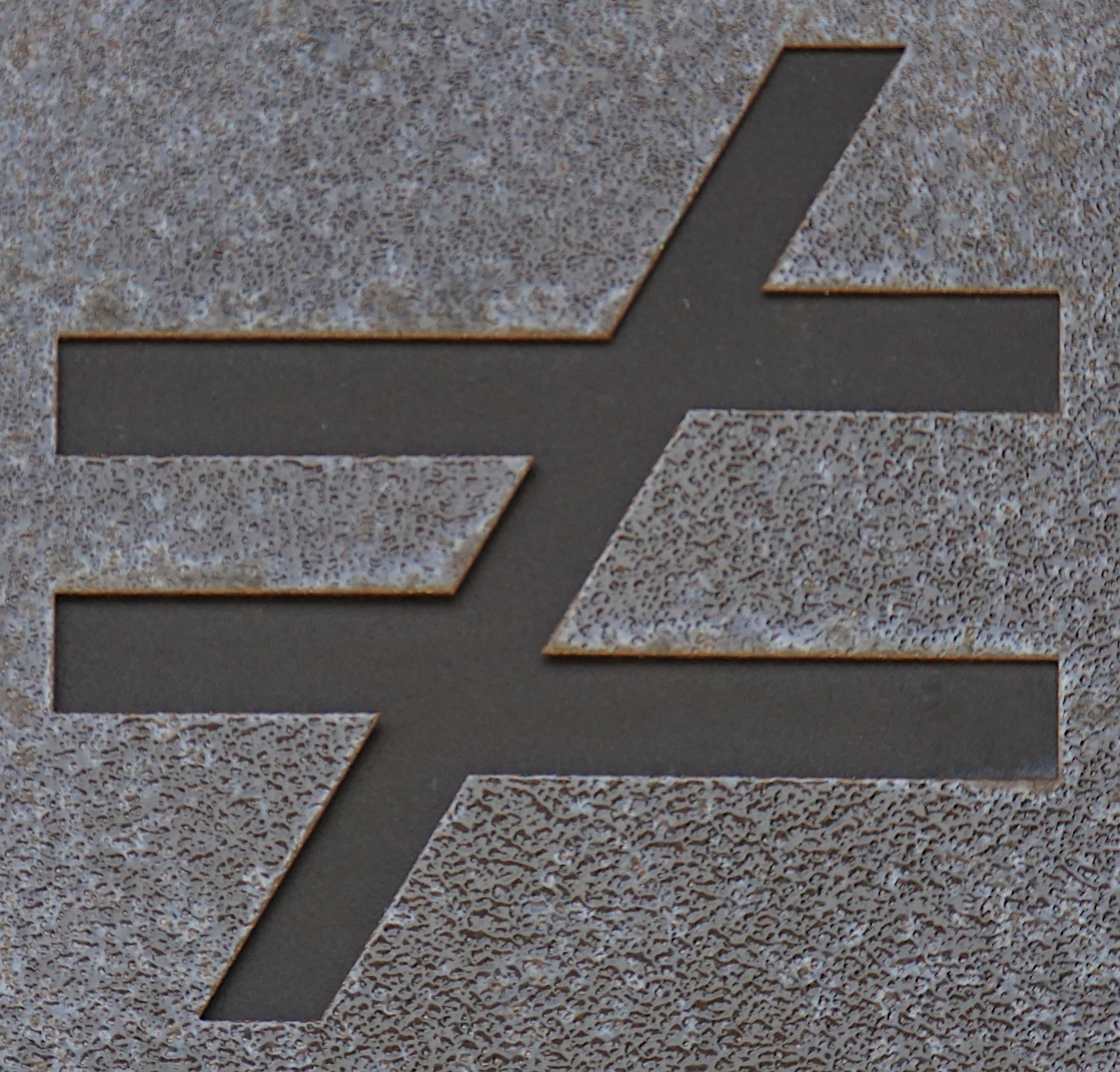
Das Logo des Dokumentationszentrums. Angedeutet wird hier links die Westeuropäische und rechts die russische Eisenbahnschienenbreite.

Das Dokumentationszentrum der Deportation von Oberschlesien in die UdSSR 1945 befindet sich in Radzionków (deutsch Radzionkau). Das Dokumentationszentrum ist seit 2015 im ehemaligen Bahnhof von Radzionkiów für die Öffentlichkeit geöffnet.

## Überblick
Das Dokumentationszentrum dokumentiert die Deportation der Bevölkerung Oberschlesiens zur Zwangsarbeit in die Sowjetunion zum Ende des Zweiten Weltkriegs und sammelt so neue Erkenntnisse. Während der Unterbringung in den Arbeitslagern ist ein großer Teil der Deportierten umgekommen.
Initiator des Zentrums ist der Bürgermeister von Radzionków Gabriel Tobor.
Zu den Exponaten zählt ein hölzerner Eisenbahnwaggon, der den Waggons ähnelt, die bei den Deportationen genutzt wurden. Eines der ausgestellten Erinnerungsstücke ist eine Holzschnitzerei eines Lagerinsassen, in der der Name des Lagers Kemerowo mit den Jahreszahlen 1945–46, das Wort Sibirien und das Bild einer Distel eingeritzt sind. Ferner werden persönliche Briefe präsentiert. Das Museum ist neben den Ausstellungsstücken auch interaktiv gestaltet. Allgemein soll das Dokumentationszentrum Materialien zu den Deportationen bewahren und die Möglichkeit bieten sich über das Thema zu informieren.